# Салахитдинов, Махмуд Салахитдинович
Махмуд Салахитдинов (Mahmud Salohiddinovich Salohiddinov, Маҳмуд Салоҳиддинович Салоҳиддинов; (23 ноября 1933 — 27 апреля 2018) — советский и узбекский учёный, государственный деятель Республики Узбекистан. Заслуженный деятель науки и техники Узбекской ССР (1978). Лауреат Государственной премии Узбекской ССР имени Беруни (1974).

## Биография
Родился 23 ноября 1933 года в Намангане.
Окончил факультет математики Среднеазиатского государственного университета (1955) и его аспирантуру (1958). Первое время работал там же ассистентом кафедры.
С 1959 по 1985 год в Институте математики Академии наук Узбекской ССР: младший научный сотрудник, старший научный сотрудник, зав. отделом, заместитель директора, директор института.
Защитил кандидатскую (1958) и докторскую (1967) диссертации. Доктор физико-математических наук (1968), профессор (1969).
В 1968 году избран членом-корреспондентом, в 1974 году — действительным членом Академии наук Узбекской ССР.
Заведующий кафедрой дифференциальных уравнений университета (1980—1986, 1993—1995,  2004—2011).
В 1985—1988 министр высшего и среднего специального образования Узбекской ССР. В 1988—1994 президент Академии наук Республики Узбекистан, в 1994—1997 заведующий отделением физики и математики.
Избирался депутатом Верховного Совета и парламента Узбекистана (1985—2000).
Заслуженный деятель науки и техники Узбекской ССР (1978), лауреат Государственной премии имени Абу Райхона Беруни (1974 — за цикл исследований в области теории дифференциальных уравнений), награждён орденами «Знак Почёта» (1976), «Мехнат шухрати» (2003) и «Буюк хизматлари учун» (2007), «Фидокорона хизматлари учун» (2017).
Автор монографии «Уравнения смешанно-составного типа» (1974) и ряда учебников на узбекском языке. Список публикаций: http://www.mathnet.ru/rus/person20252
Умер 27 апреля 2018 года в Ташкенте.